# Église Notre-Dame de Sillé-le-Guillaume
Pour les articles homonymes, voir Église Notre-Dame.
L'église Notre-Dame est une église catholique située à Sillé-le-Guillaume, en France.

## Localisation
L'église est située dans le département français de la Sarthe, au centre du bourg de Sillé-le-Guillaume, près du château.

## Historique
L’église Notre-Dame est une ancienne collégiale castrale qui jouxtait autrefois le château de Sillé. Il s’agit de l’ancienne chapelle seigneuriale des barons de Sillé, jadis siège d’une collégiale. De style roman, l'édifice est modifié à la suite des adjonctions apportées jusqu'au XIXe siècle.

## Architecture
L’entrée solennelle de la collégiale des chanoines de la baronnie se fait par le grand portail occidental, au trumeau duquel s’adosse une Vierge à l'Enfant Jésus. Dans la voussure, les douze apôtres sont identifiables par leurs attributs respectifs. Le tympan représente une scène du Jugement dernier. En sa partie supérieure, figure le Christ souffrant, qui expose son flanc droit. Les mains, aujourd’hui brisées, devaient autrefois être ouvertes, leurs paumes tournées vers l’extérieur pour montrer les plaies de la crucifixion. Deux anges tiennent la couronne d’épines, la croix, la lance et un clou, qui sont les instruments de la Passion. Cette première scène est soulignée d’une inscription du XVIe siècle : ad judicandum Christo Sedente Omnes resurgemus. En sa partie inférieure, une scène figure la Résurrection des morts. Le linteau laisse longtemps deviner l’inscription Janua Coeli : « Porte du ciel ».
L'édifice est classé au titre des monuments historiques depuis le 19 janvier 1911.

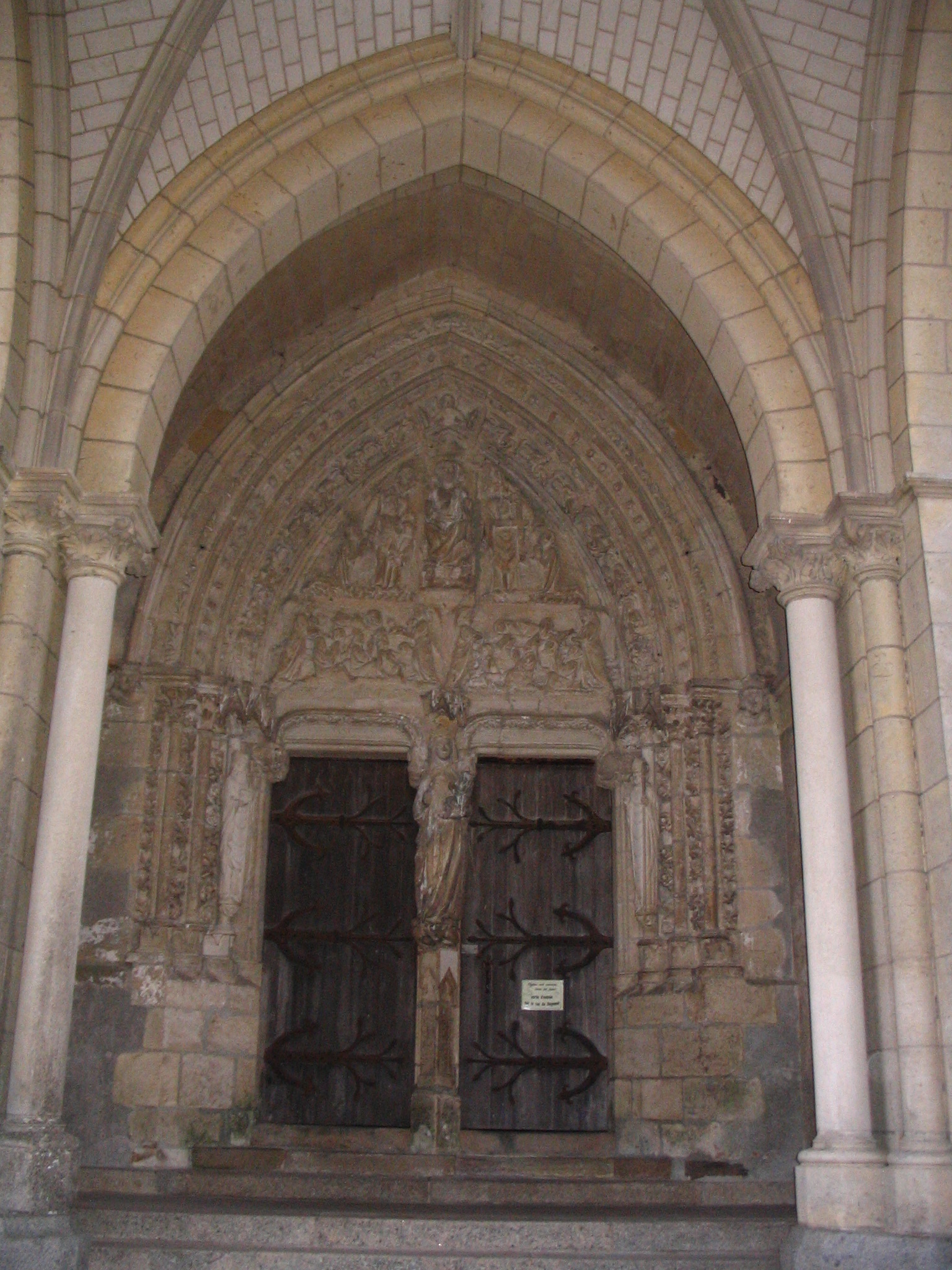
Le portail occidental.
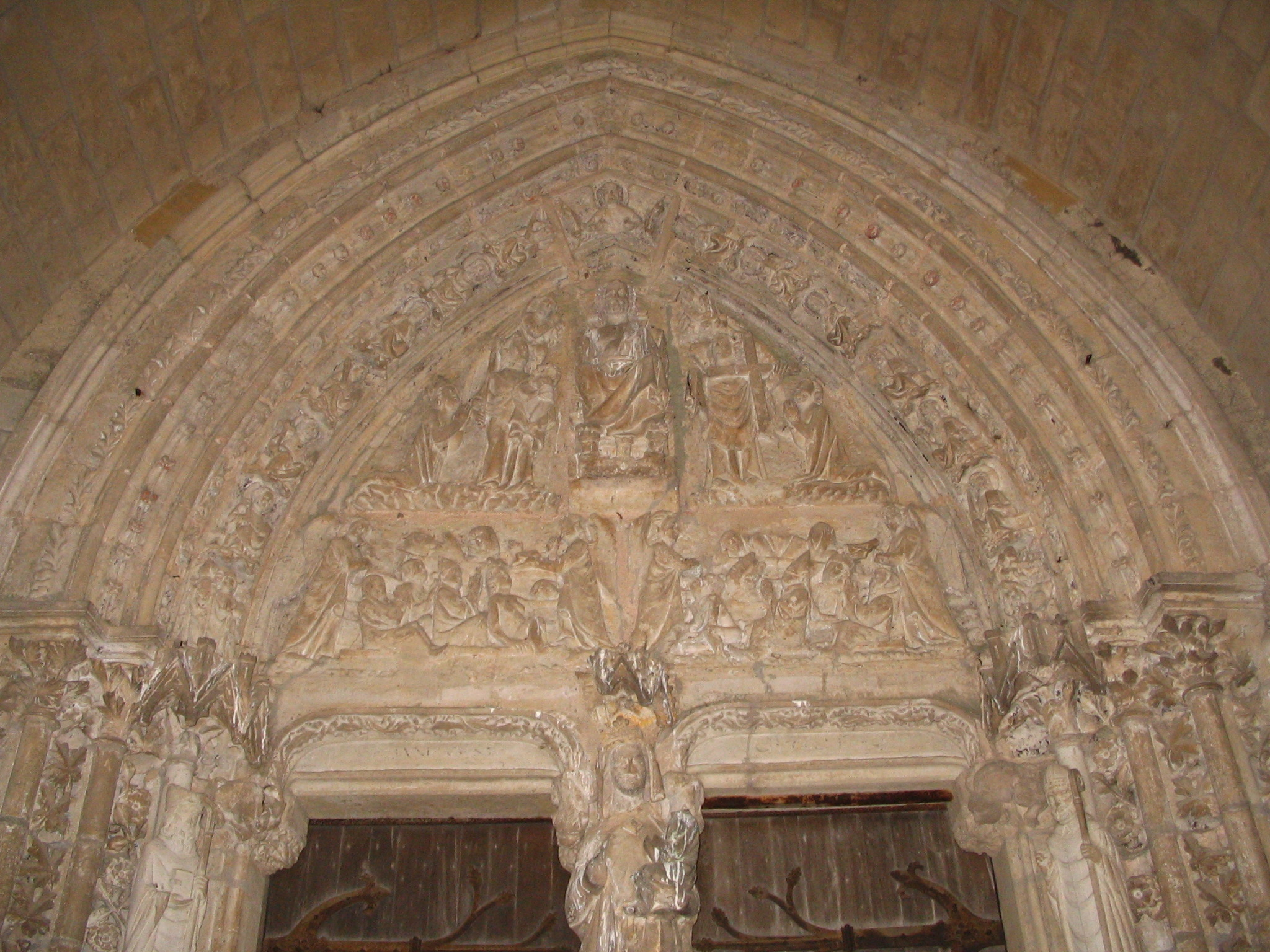
Archivolte et tympan du portail.

## Mobilier
L'église compte plusieurs objets classés ou inscrits monuments historiques.

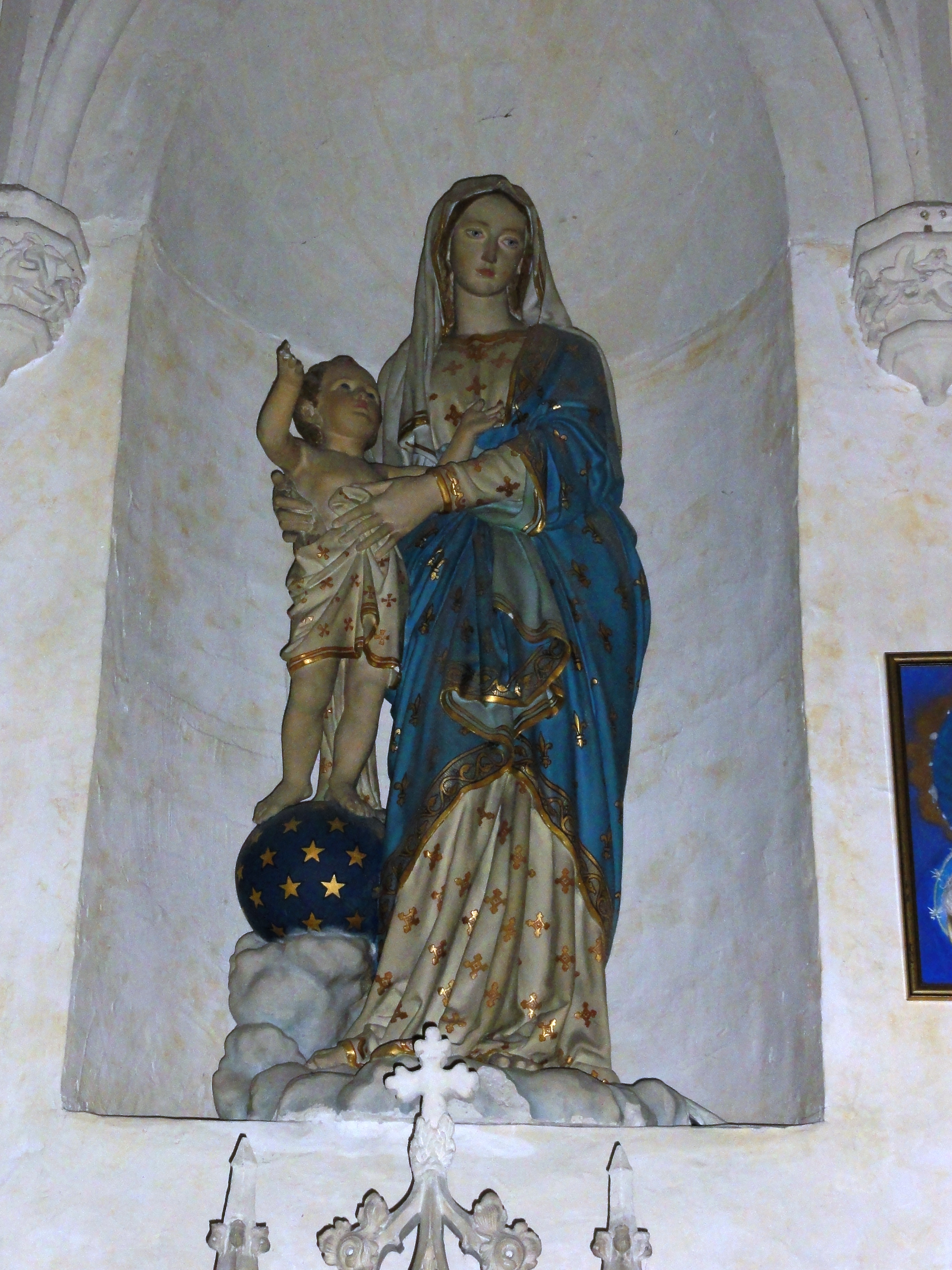
Statue de la Vierge à l'Enfant.
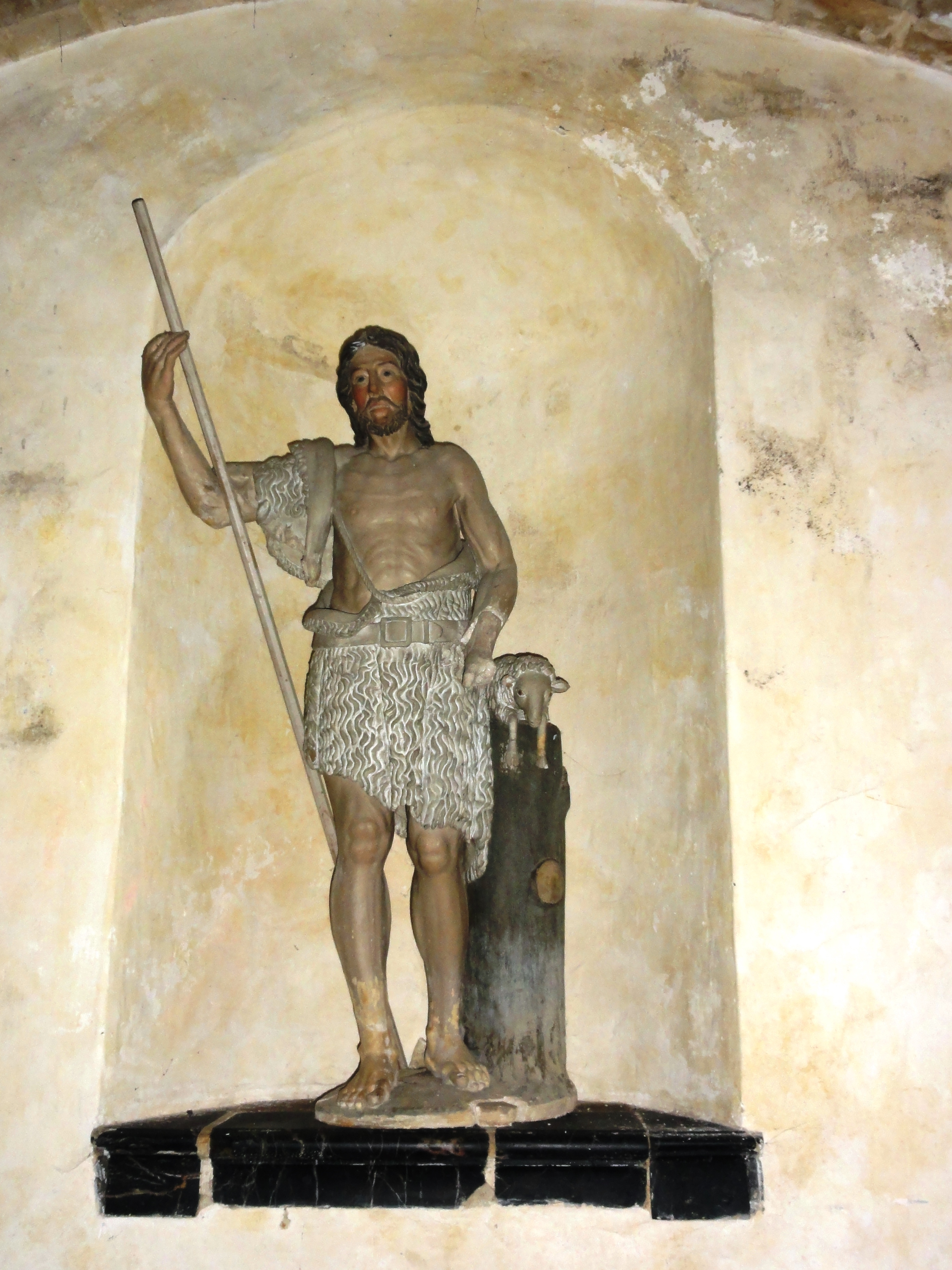
Statue de Saint Jean Baptiste.
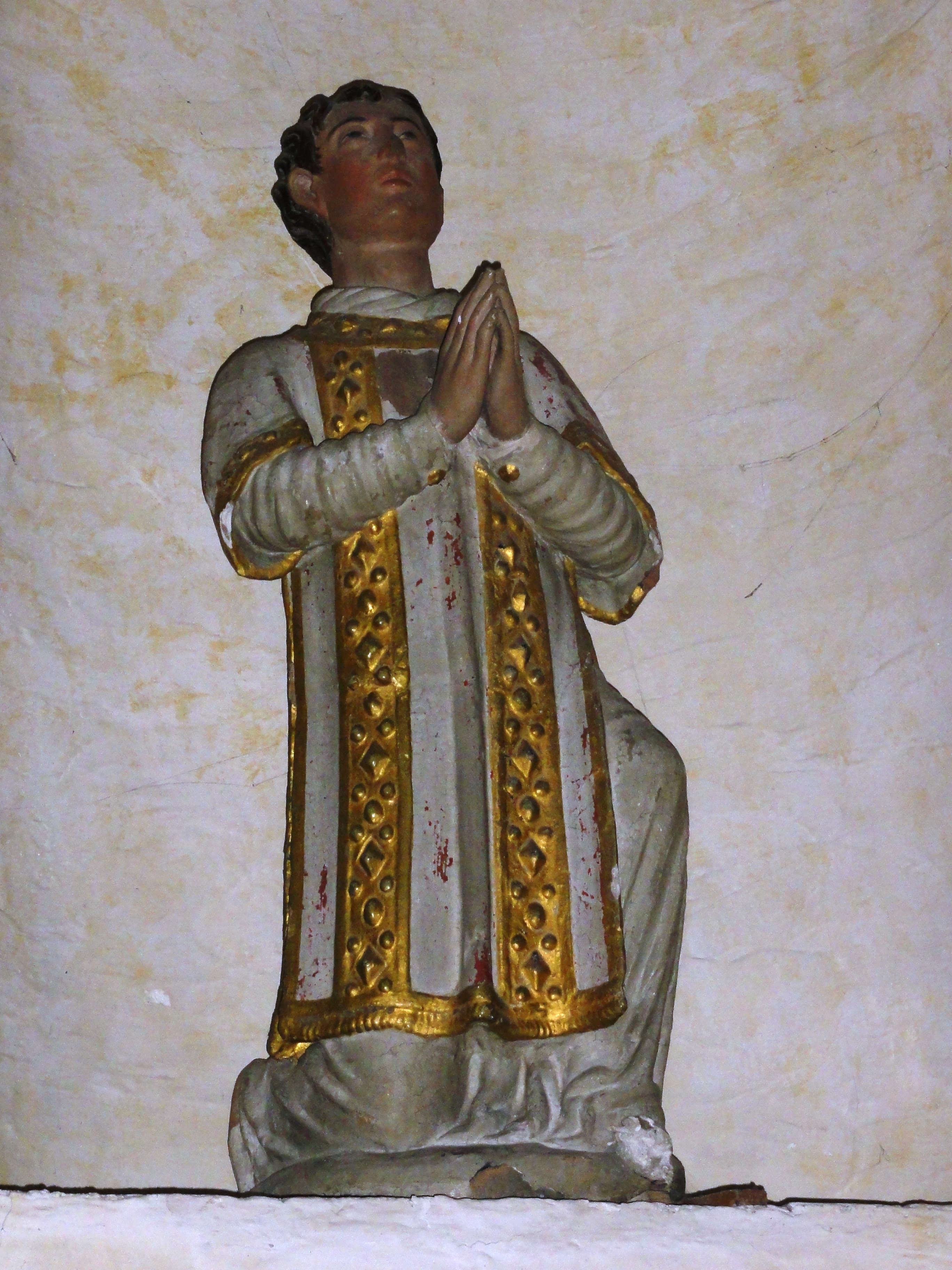
Statue d'un diacre.
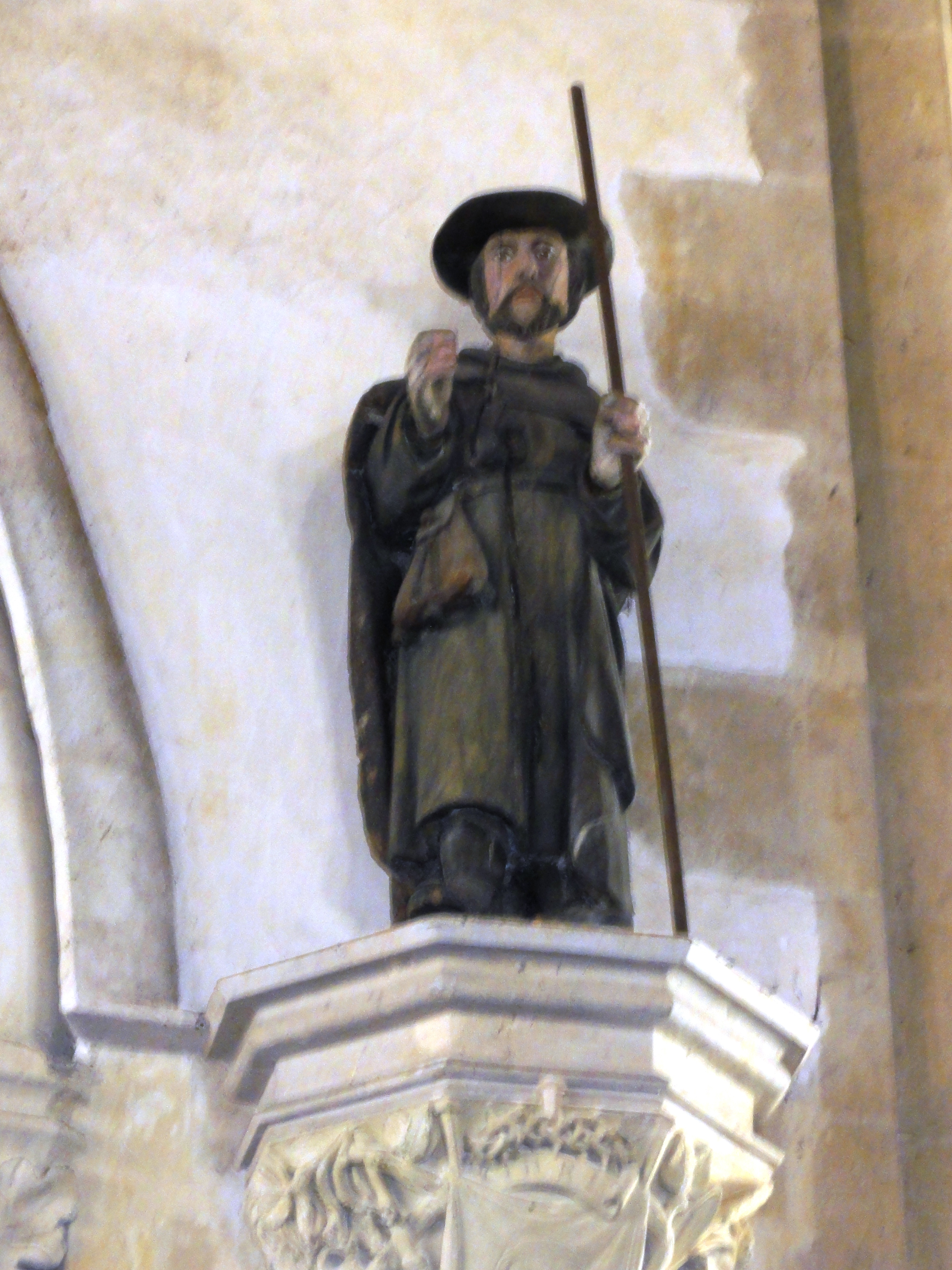
Statue Saint Jacques Majeur.